# 皮埃尔-昂布鲁瓦·博塞
皮埃尔-昂布鲁瓦·博塞（法語：Pierre-Ambroise Bosse，1992年5月11日—）是一名法国田径运动员，专项为中长跑，尤其是800米赛跑项目，是2017年世界田徑錦標賽男子800米賽跑的金牌得主。

## 生涯
他曾在赫尔辛基举行的2012年欧洲锦标赛上获得800米铜牌。